# Cuzion
Cuzion é uma comuna francesa na região administrativa do Centro, no departamento Indre. Estende-se por uma área de 18,71 km². Em 2010 a comuna tinha 446 habitantes (densidade: 23,8 hab./km²).